# Quadrângulo de Margaritifer Sinus

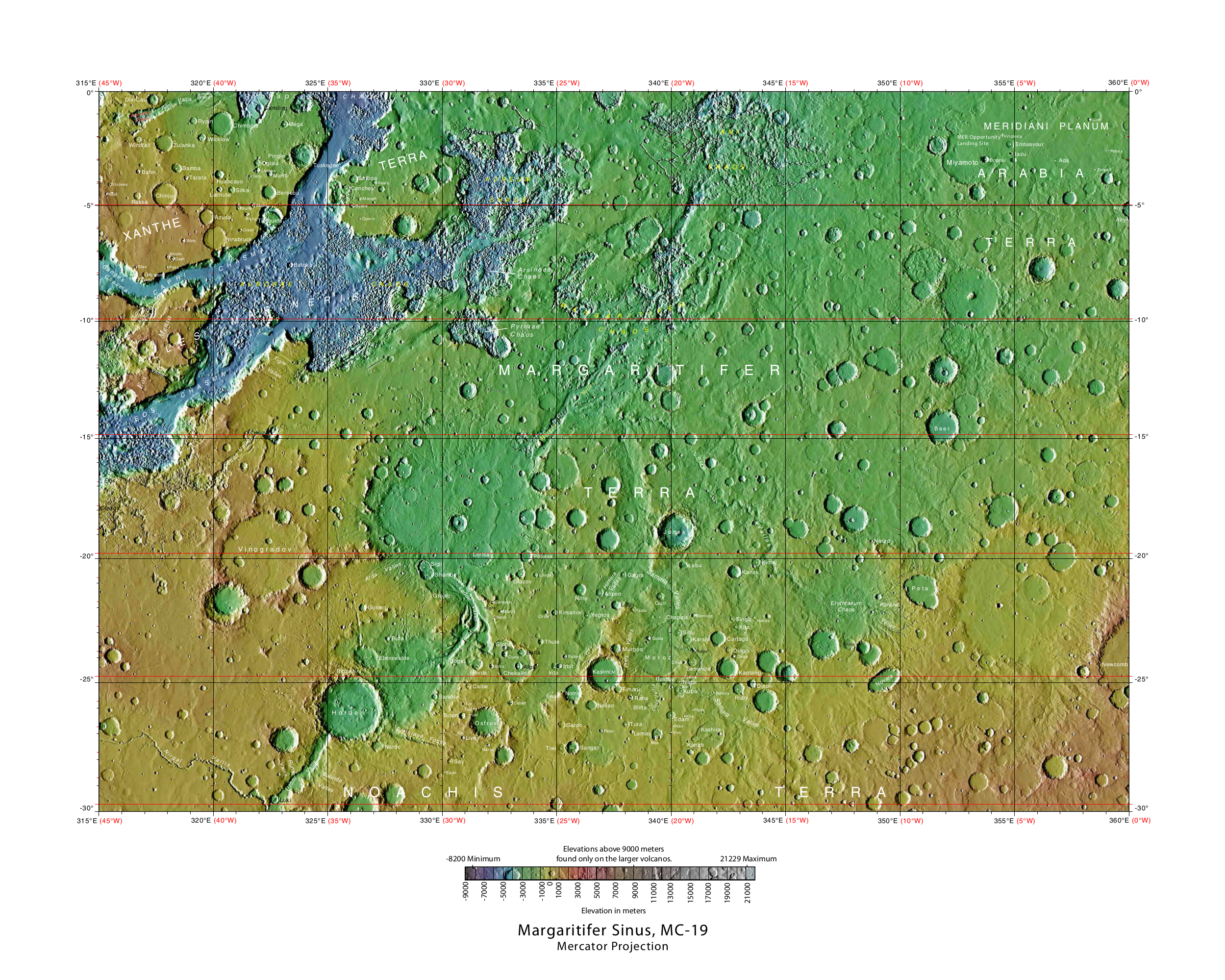
Quadrângulo de Margaritifer Sinus

O quadrângulo de Margaritifer Sinus  é um de uma série de 30 quadrângulos em Marte estabelecidos pelo Programa de Pesquisa de Astrogeologia do Serviço Geológico dos Estados Unidos (USGS em inglês). Também pode-se referir ao quadrângulo de Margaritifer Sinus  como MC-19 (Mars Chart-19)..
O quadrângulo de Margaritifer Sinus cobre uma área que vai de 0º a 45º longitude oeste e 0º a 30º latitude sul em Marte. Margaritifer Sinus contém uma dos mais longos sistemas de cadeias de lagos em Marte, talvez devido ao seu clima mais úmido, ou outro fator qualquer. O sistema de cadeia de lagos Samara/Himera possui aproximadamente 1800 km de extensão; a rede de vales e cadeia de lagos possui 1100 km de extensão.    Acredita-se que uma área de depressão entre Parana Valles e Loire Vallis abrigou lagos no passado.  
Essa região em Marte é famosa devido à aterrissagem do veículo Opportunity neste local em 25 de janeiro de 2004 a 1.94°S e 354.47°E (5.53° W).

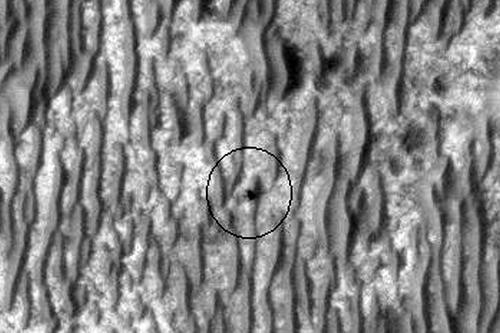
O veículo Opportunity visto pela HiRISE em 29 de janeiro de 2009. A Opportunity se encontra a caminho da cratera Endeavour, 17 km distante deste lugar. (2.1º S e 354.5º E).
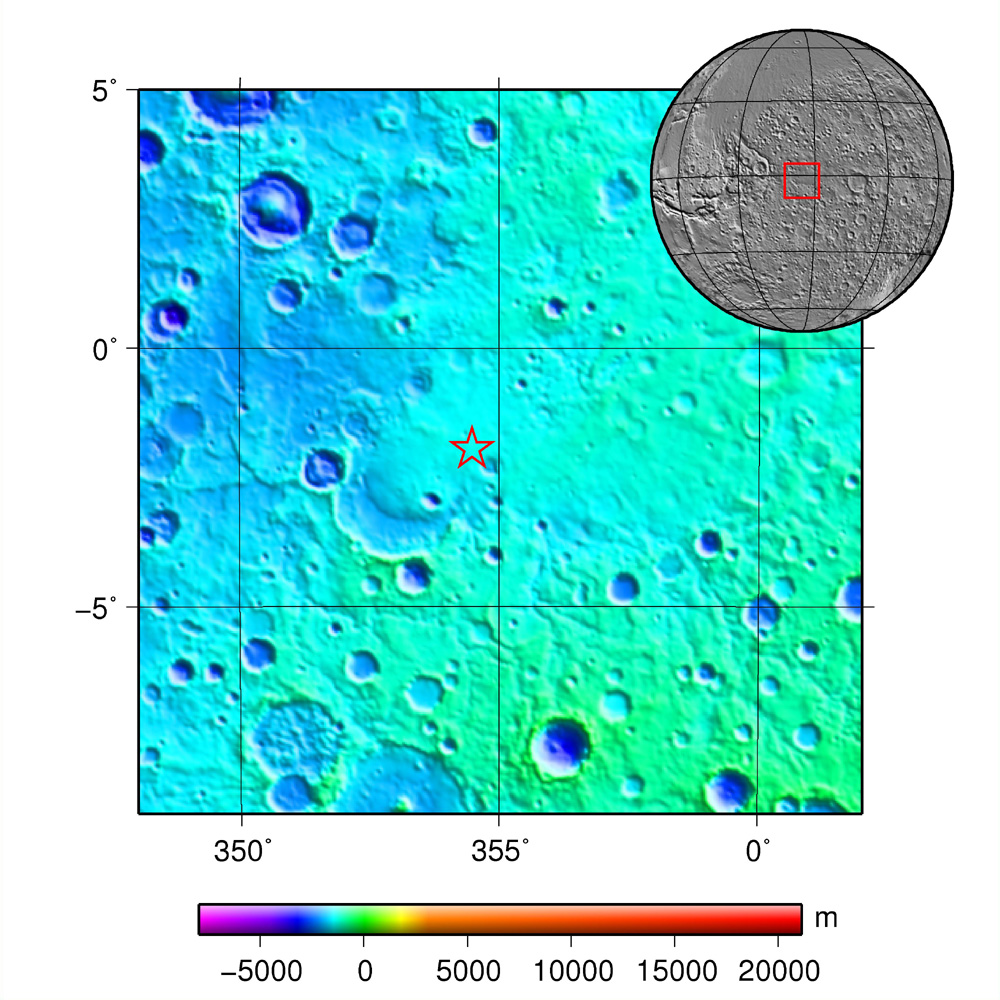
Localização do veículo Opportunity na superfície de Marte.
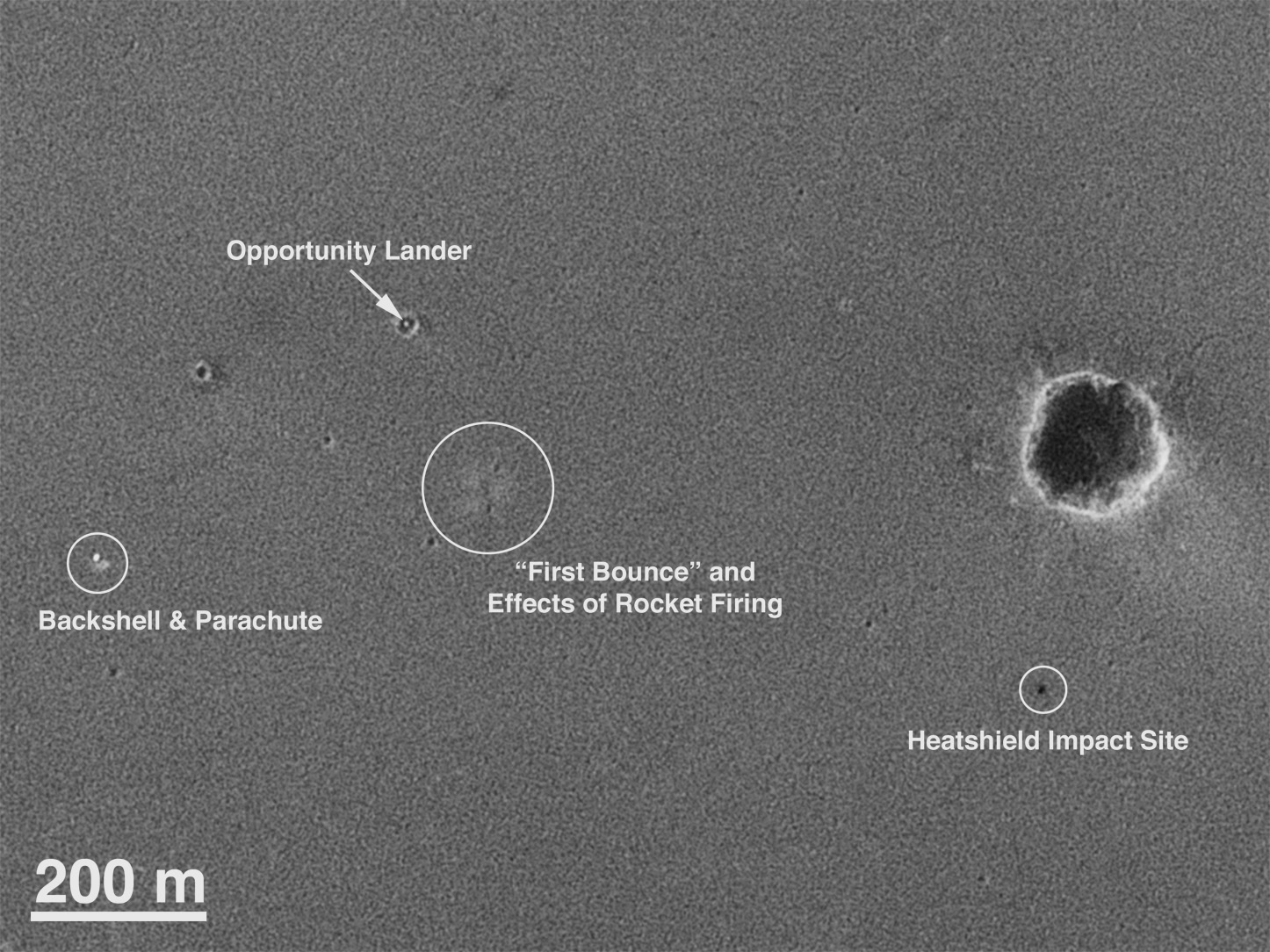
Fotografia do local de pouso da Mars Global Surveyor mostrando a "cratera Eagle."

## Vallis
Vallis (plural valles) é a palavra latina para vale. É utilizada na geologia planetária para designar formações de valles em outros planetas.
O termo Vallis foi utilizado para antigos vales fluviais descobertos em Marte, quando as sondas foram enviadas para este planeta pela primeira vez. As sondas orbitais Viking causaram uma revolução em nossas idéias sobre a água em Marte; vales fluviais imensos foram encontrados em várias áreas. Câmeras espaciais mostraram que inundações de água romperam barragens, esculpiram vales profundos, erodiram estrias em leitos rochosos e percorreram milhares de quilômetros.   

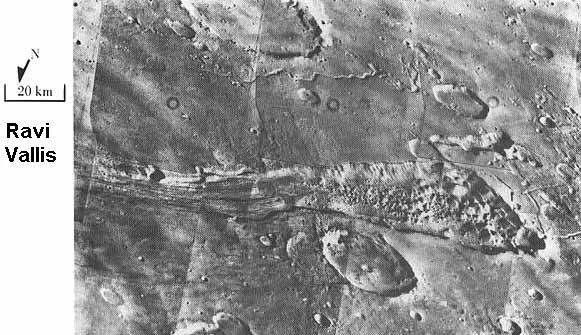
Ravi Vallis, visto pela Viking Orbiter.  Ravi Vallis foi provavelmente formado quando enchentes catastróficas surgiram do terreno à direita (terreno caótico). Imagem localizada no quadrângulo de Margaritifer Sinus.
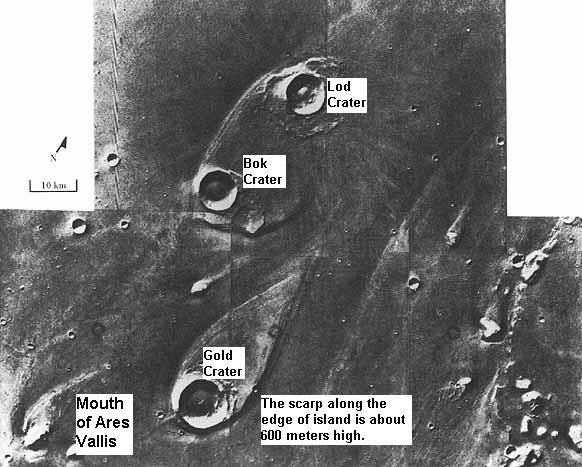
Ilhas em forma de gotas causadas por águas de inundação vindas de Maja Vallis, visto pela Viking Orbiter.  Imagem localizada no quadrângulo de Oxia Palus.
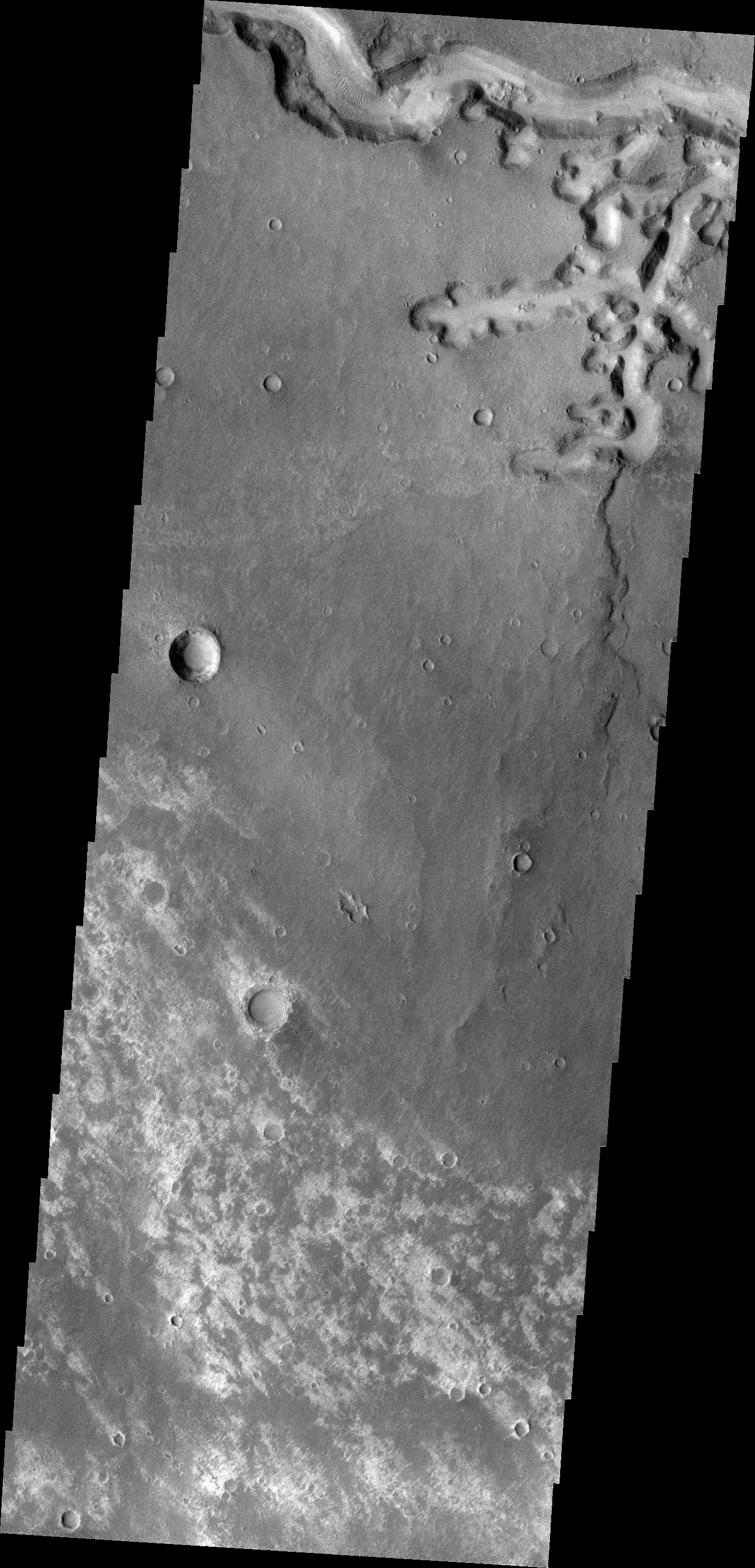
Nirgal Vallis, visto pela THEMIS.
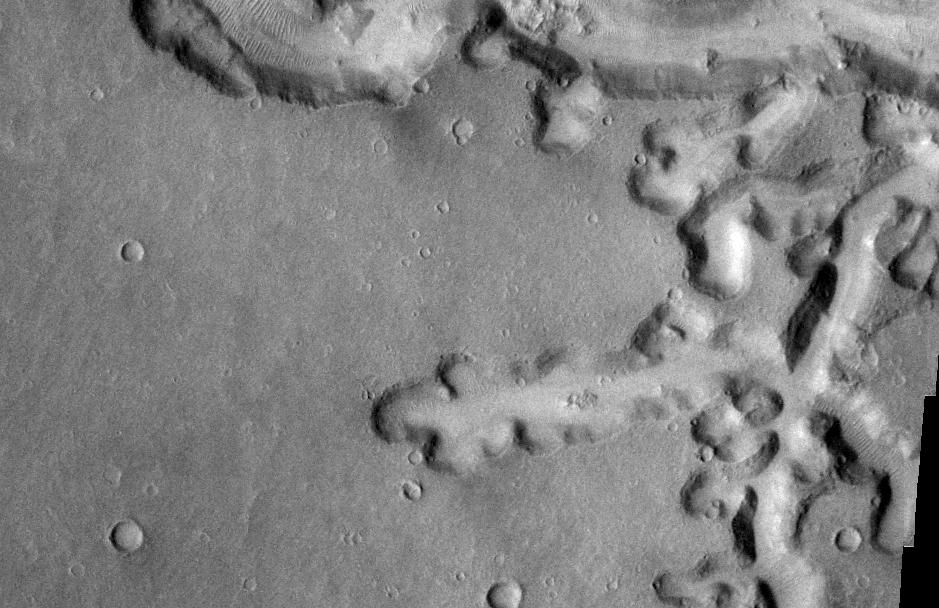
Imagem aproximada do Nirgal Vallis, visto pela THEMIS

## Fluxos ramificados vistos pela Viking

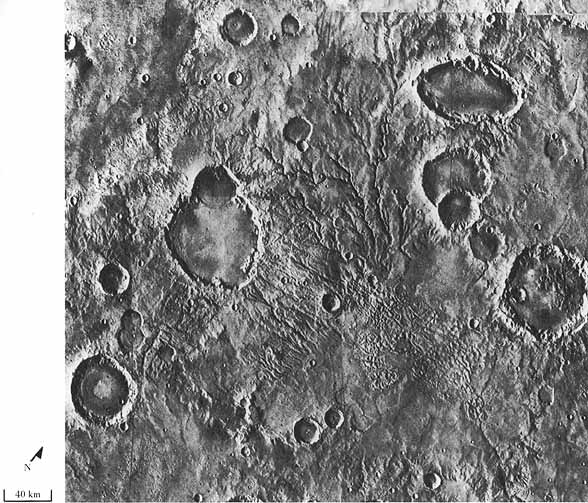
Os canais ramificados vistos pela Viking fornecem fortes indícios de que chovera no passado de Marte. Imagem localizada no quadrângulo de Margaritifer Sinus.

As sondas Viking descobriram muito sobre a água em Marte, fluxos ramificados, estudados pelas sondas orbitais no hemisfério sul, sugerem que houve chuva no passado de Marte.   

## Aureum Chaos
Aureum Chaos é um grande sistema de cânios e áreas colapsadas. Essa formação é provavelmente a principal fonte da água que correra nos grandes canais cauldais.
Acredita-se que grandes canais cauldais Marte foram causados por descargas catastróficas de água subterrânea. Muitos dos canais começam em terrenos caóticos, onde o solo aparentemente entrou em colapso. Na seção colapsada, blocos de materiais não afetados podem ser avistados. O experimento OMEGA da Mars Express descobriu minerais argilosos (filosilicatos) em vários lugares em Aureum Chaos. Minerais argilosos demandam água para se formarem, conclui-se que a área pode outrora ter contido uma grande quantidade de água.  Cientistas estão interessados em determinar que partes de Marte havia água porque evidência passada e presente da existência de vida pode ser encontrada neste local.

Em 1° de abril de 2010, a NASA publicou as primeiras imagens do programa HiWish no qual apenas locais de planícies foram sugeridos para serem fotografados pela HiRISE.  Uma das oito localidades era Aureum Chaos.   A segunda imagem abaixo nos dá uma vista geral da área. As suas seguintes são imagens da HiRISE. 

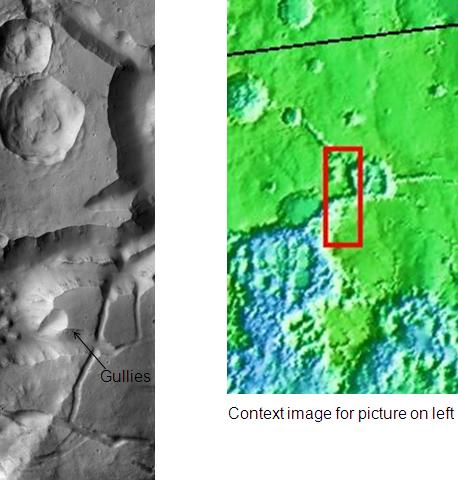
Grandes cânions em Aureum Chaos.  Ravinas são raras nessa latitude.  Imagem obtida pela THEMIS.
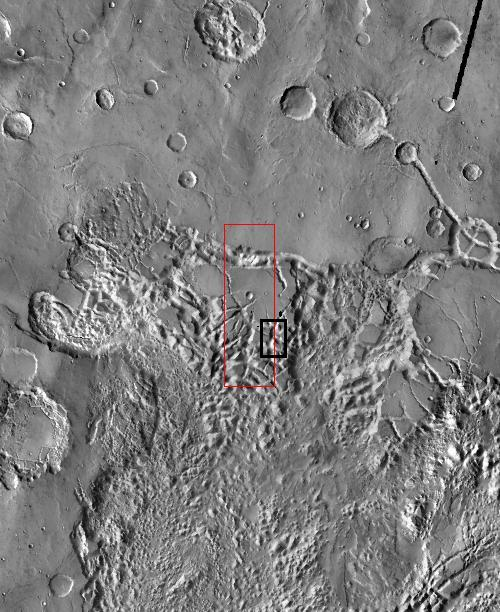
Imagem da THEMIS do panorâmica das seguintes imagens da HiRISE.  Quadros pretos mostram a localização aproximada das imagens da HiRISE. Essa imagem é apenas parte de uma vasta área conhecida como Aureum Chaos.  Clique na imagem para ver os detalhes.
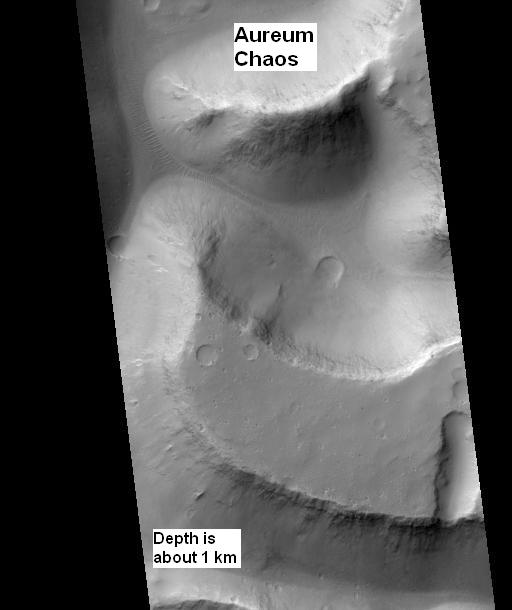
Aureum Chaos, visto pela HiRISE, sob o programa HiWish.
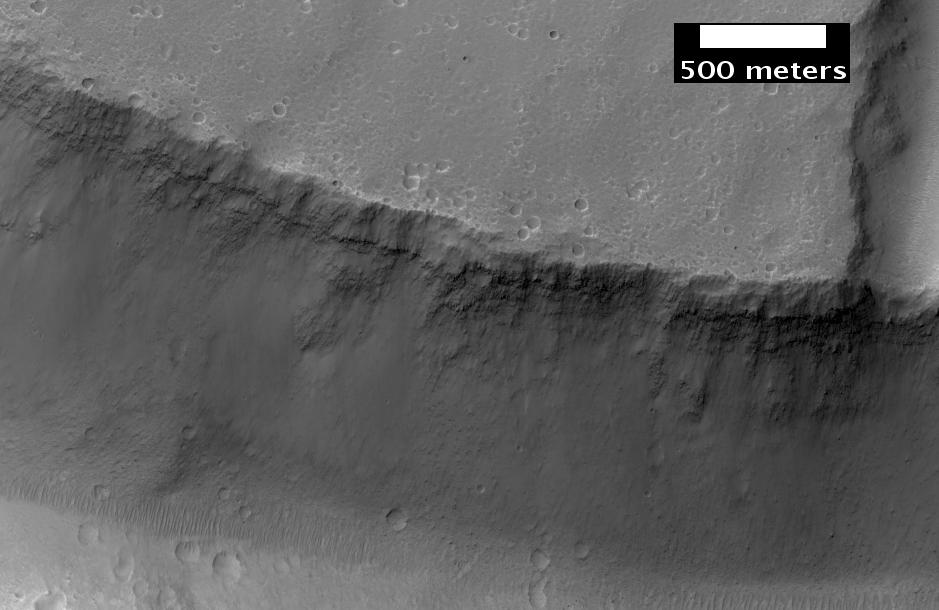
Vista aproximada da imagem anterior, vista pela sob o programa HiWish.  Pequenos pontos arredondados são penedos.

## Mars Science Laboratory
Vários sítios no quadrângulo de Margaritifer Sinus foram propostos como áreas para o envio do próximo veículo da NASA, o Mars Science Laboratory.  Tanto a cratera Holden quanto a cratera Eberswalde foram selecionadas como um dos quatro locais pré-selecionados. A cratera Miyamoto foi um dos 7 locais escolhidos. Acredita-se que a cratera Holden abrigou um lago no passado. 

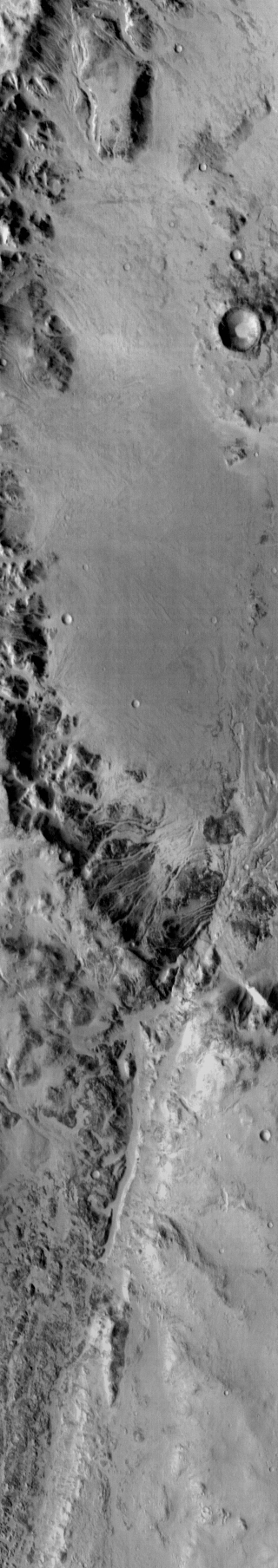
Borda oeste da cratera Holden, visto pela THEMIS.  Clique na imagem para mais detalhes.
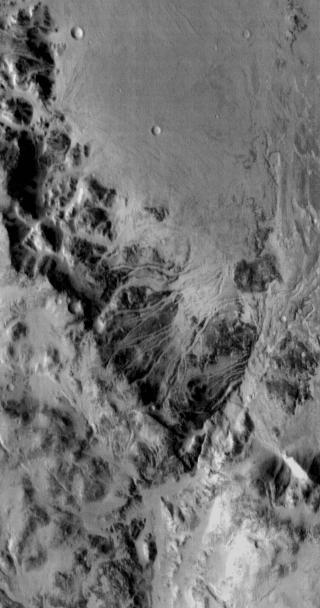
Imagem aproximada das bordas da cratera Holden, visto pela THEMIS.  Clique na imagem para mais detalhes.

A cratera de Eberswalde contém um delta. Há muitas evidências de que a cratera Miyamoto abrigou rios e lagos. Muitos minerais como argilas, cloretos, sulfatos, e óxidos ferrosos, foram descobertos por lá.
Esses minerais são muitas vezes formados na presença de água.  A imagem abaixo mostra um canal invertido da cratera Miyamoto.  Canais invertidos formaram se a partir de sedimentos acumulados que foram cimentados por minerais. Esses canais erodiram na superfície, e consequentemente toda a área foi coberta com sedimentos. Quando os sedimentos foram posteriormente erodidos, o lugar onde o canal pluvial existira permaneceu porque o material enrijecido que se depositou no canal era resistente à erosão. Iani Chaos, ilustrado abaixo, estivera entre os 33 locais propostos para a aterrissagem. Depósitos de hematita e gesso foram encontrados nesse local.  Esses minerais são geralmente formados na presença de água.

O objetivo da Mars Science Laboratory é procurar por antigos sinais de vida. Espera-se que uma missão posterior possa então retornar amostras de locais que a Mars Science Laboratory tiver identificado como possíveis sítios contendo antigos vestígios de vida. Para trazer a sonda à terra com segurança, um círculo plano, suave, medindo 19,31 km de largura será necessário. Geólogos esperam examinar locais onde a água formara lagoas.  Eles gostariam de examinar camadas sedimentares. 

## Relevo invertido

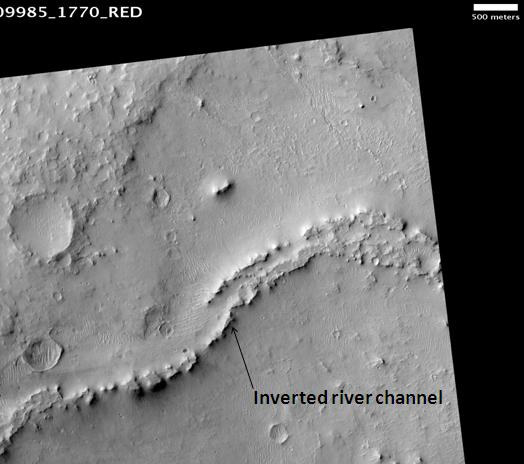
Relevo invertido na cratera Miyamo

Alguns locais em Marte apresentam relevos invertidos. Nessas localidades, um leito fluvial pode ser uma formação elevada, ao invés de um vale. Os antigos canais de fluxo invertidos podem ter sido causados pela deposição de grandes rochas ou cimentação. Em qualquer caso a erosão desgastaria a terra circundante deixando um antigo canal como um tergo elevado, pois um tergo é mais resistente à erosão. A imagem abaixo, capturada pela HiRISE da cratera Miyamoto mostra um tergo que é na verdade um antigo canal que se inverteu.

## Deltas

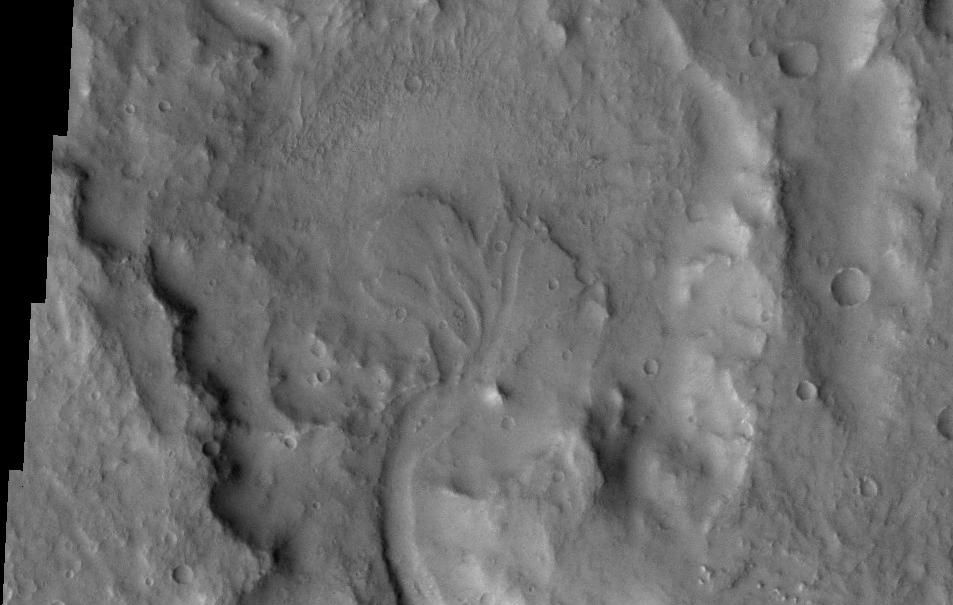
Delta no quadrângulo de Margaritifer Sinus visto pela THEMIS.

Pesquisadores descobriram vários deltas que se formaram em lagos marcianos. A descobrta de deltas é um forte indício de que Marte abrigou uma grande quantidade de água. Deltas geralmente requerem água profunda por um londo período de tempo para se formar. Ainda, o nível da água precisa ser estável para evitar que os sedimentos sejam levados pela correnteza. Deltas tem sido encontrados em uma vasta cordilheira geográfica.  Ao lado, a imagem de um delta.

## Crateras
Crateras de impacto geralmente possuem uma borda com ejecta ao redor, em contraste crateras vulcânicas não possuem bordas ou depósitos de ejecta. À medida que as crateras ficam mais largas (maior que 10 km em diâmetro) elas geralmente passam a ter um pico central. O pico costuma ser formado pelo recuo do solo da cratera seguindo o impacto. Às vezes as crateras exibirão camadas. As crateras tem o potencial de expor o que se oculta por baixo do solo.  

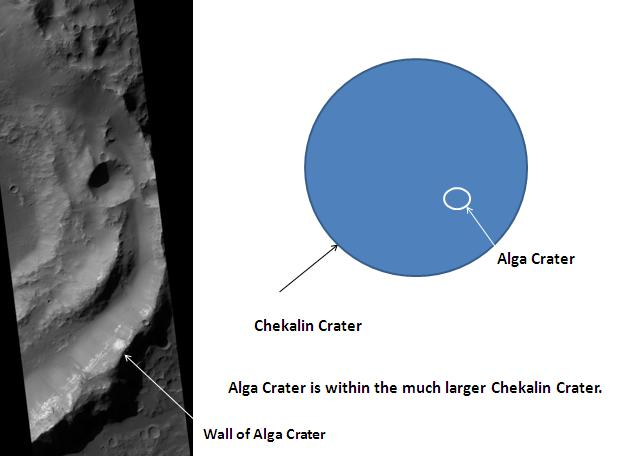
Cratera Alga, vista pela HiRISE.  Clique na imagem para ver a relação entre a cratera Alga e a crater Chekalin, mais vasta.
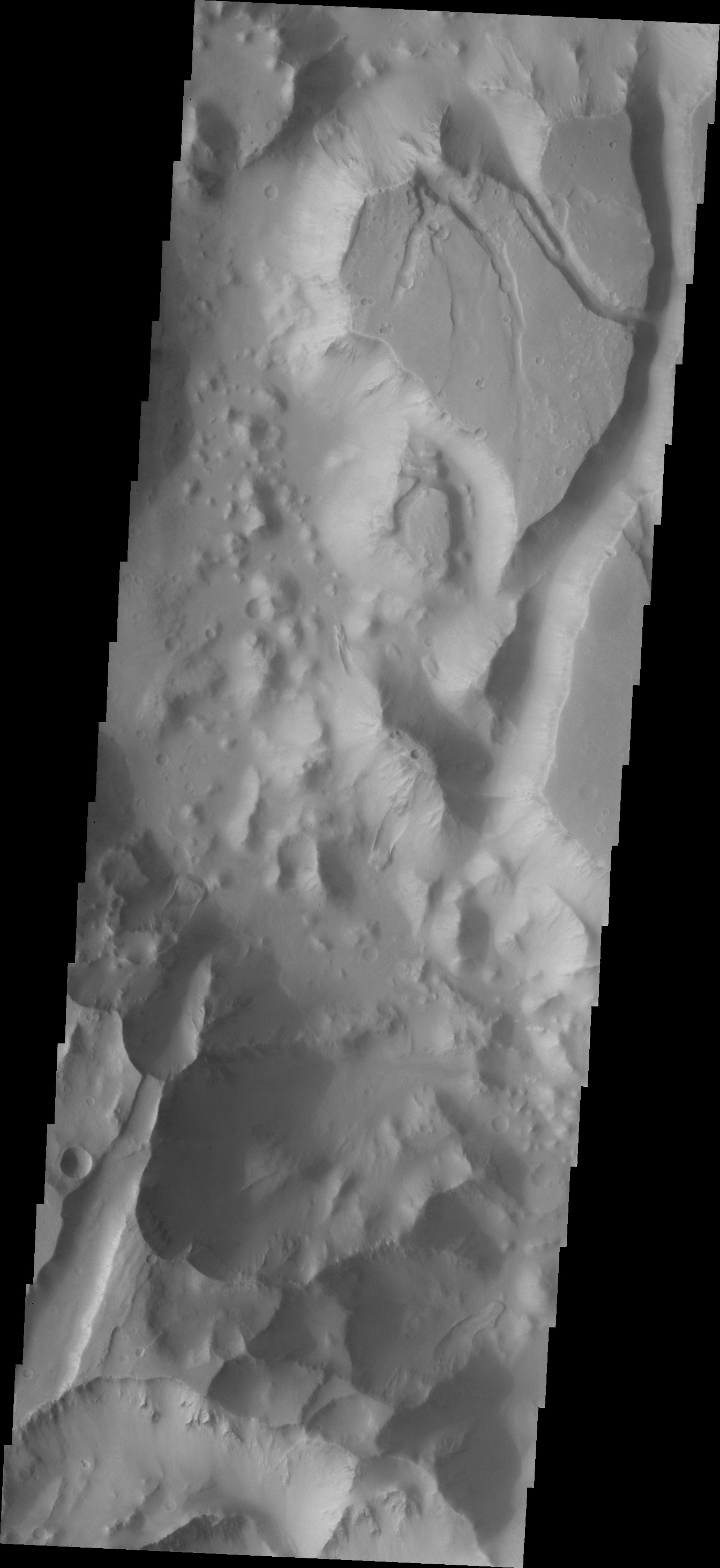
Cratera Timbuktu, localizada na borda de Capri Chasma.  Imagem capturada pela THEMIS.